# Коваленко, Пётр Петрович (хирург)
Пётр Петрович Коваленко (21 февраля 1919, Еловатка, Саратовская губерния — 2008) — советский и российский хирург, доктор медицинских наук, профессор, член-корреспондент АМН СССР (1982); участник Великой Отечественной войны.
Автор 17 монографий и более 460 научных работ. Его печатные труды посвящены клинико-экспериментальным исследованиям в области восстановительной и реконструктивной хирургии, а также заместительной трансплантации донорских жизнеспособных органов и тканей.

## Биография
Родился 21 февраля 1919 года в селе Еловатка (ныне — в Самойловском районе Саратовской области). Отец — Коваленко Петр Осипович (1886—1921), участник Первой мировой и Гражданской войн, мать — Коваленко Анна Ивановна (1887—1933).
В 1937 году поступил и в 1941 году окончил Ростовский медицинский институт (лечебно-профилактический факультет). Это был «Огненный выпуск» медиков, большинство из которых сразу попало на Великую Отечественную войну. Прошёл всю войну, будучи старшим врачом 1121-го стрелкового полка (1941—1942) и командиром медсанбата в составе 335-й и 77-й стрелковых дивизий Южного фронта (1942—1945). Победу встретил в звании майора медицинской службы. Находясь на реабилитации в Уральском военном округе, по ранениям, полученным на фронте, был признан военной комиссией ограниченно годным. Демобилизовался в феврале 1946 года.
Вернувшись в Ростов-на-Дону, работал в Ростовском медицинском институте — ординатором, ассистентом, затем доцентом кафедры госпитальной хирургии. Защитил здесь кандидатскую диссертацию на тему «Консервированный хрящ от трупа и его применение в восстановительной хирургии» (1951) и докторскую — «Применение охлажденных и замороженных костей в костно-пластической хирургии» (1958). С января 1957 года заведовал кафедрой общей хирургии, а в 1961 году возглавил кафедру госпитальной хирургии, которой руководил более 30 лет. В 1959 году стал ректором института.
В 1982 году П. П. Коваленко избран членом-корреспондентом Российской академии медицинских наук. Являлся участником различных хирургических форумов; выступал с докладами на международных конгрессах, всесоюзных и республиканских съездах, конференциях и симпозиумах; принимал участие в работе нескольких конгрессов Международного общества хирургов. Избирался действительным членом ассоциации Международного общества хирургов (1971), был почетным членом Всероссийского общества хирургов (1980).
Умер в 2008 году.

### Семья
Был женат на Коваленко (Гавриш) Евгении Михайловне, враче-терапевте. Дочери: Людмила Петровна (род. 1943) — окулист; Анна Петровна (род. 1951) — врач-инфекционист. Имеются внуки и правнуки.

## Награды и заслуги
- Награждён двумя орденами Трудового Красного Знамени (1961, 1971), орденом Красной Звезды (1944), орденами Отечественной войны I и II степеней (1945), а также медалями, среди которых «За боевые заслуги» (1943), а также имени Н. И. Пирогова (1991) и имени А. В. Вишневского (1972)[1].
- Лауреат Государственной премии СССР (1977), Заслуженный деятель науки РСФСР (1980).
- Почётный гражданин города Ростова-на-Дону (1999).